# Сады дьявола
Сады дьявола — участки в амазонских лесах, на которых растёт только один вид деревьев (Duroia hirsuta) и никакой другой. Название происходит от поверия местных жителей, считающих, что в этих местах живёт злой лесной дух Чулячаки (кечуа: Chullachaki).
Ранее считалось, что образование «садов» связано с аллелопатическим воздействием Duroia hirsuta на другие виды растений. Однако в 2005 году биологи из Стэнфордского университета установили, что появление «садов» обусловлено симбиозом Duroia hirsuta с муравьями. Как показали опыты с высаживанием соперничающих растений в «садах дьявола», рабочие муравьи вида Myrmelachista schumanni (лимонные муравьи) убивают зелёные ростки иных видов, кроме Duroia hirsuta, впрыскивая в их листья муравьиную кислоту, воздействующую на растения как гербицид. Таким способом муравьи дают своим любимым деревьям свободно разрастаться без конкуренции. Муравьи используют полые стебли Duroia hirsuta для строительства гнёзд. Оценки показали, что площадь «садов» увеличивается примерно на 0,7% в год. Численность рабочих особей муравьёв в крупных колониях, занимающих один «сад», достигает 3 000 000, а численность маток — 15 000. Наибольший из известных «садов дьявола», насчитывающий 328 деревьев, имеет, по оценкам биологов, возраст около 800 лет.